# Municipio de Carichí
El Municipio de Carichí es uno de los 67 municipios en que se divide el estado mexicano de Chihuahua, localizado en la Sierra Tarahumara, su cabecera es la población de Carichí.

## Historia
El 9 de marzo de 1820, al instaurarse la Constitución de Cádiz, figura Carichic como pueblo que eligió ayuntamiento.
En 1836, en el primer semestre de este año, una partida de comanches se introdujeron hasta los municipios de Cusihuiriachi y Carichí, donde cometieron una serie de crímenes, robos y saqueos en los pueblos de Rubio, Cerro Prieto y Temeychi. El 8 de mayo de ese mismo año, asaltaron el pueblo de Carichí, en donde se habían concentrado todos los blancos que vivían dispersos por la región y una pequeña sección de tropas al mando del teniente Ambrosio Chávez, quien encerrado en la iglesia y en la casa cural con sus soldados y vecinos, no se atrevió a presentar acción contra los comanches, los cuales pasaban de 200 hombres, estos causaron grandes destrozos en el pueblo y se retiraron impunemente, pues no se les persiguió.
A partir de 1844 y hasta 1982, el municipio pasa por los siguientes cambios administrativos: 
- 1844, 21 de noviembre, Carichí es municipalidad del partido de Cusihuiriachic, del distrito Chihuahua.
- 1847, 8 de noviembre, Carichí pertenece al cantón de Abasolo.
- 1855, 17 de marzo, Carichí es municipalidad del partido de San Nicolás de Abasolo, distrito Guerrero.
- 1869, 28 de enero, Carichí pertenece al cantón de Abasolo, distrito Iturbide.
- 1887, 18 de octubre, Carichí es municipalidad del distrito de Abasolo.
- 1905, 16 de diciembre, Carichí forma parte del nuevo distrito de Benito Juárez.
- 1931, 13 de julio, pasa al municipio de Cusihuiriachic nombrada Carichic.
- 1932, 19 de marzo, se separa del municipio de Cusihuiriachic como Carichic.
- 1935, 6 de mayo, pasa al municipio de Cusihuiriachic de nuevo nombrada Carichic.
- 1938, 25 de enero, se separa del municipio de Cusihuiriachic como Carichic.
- 1982, 24 de agosto, cambian de nombre el municipio y la cabecera municipal de Carichic a Carichí.

## Toponimia
El nombre proviene de la palabra en idioma tarahumara 'Karichí' que significa: En la casa o en casa del Moreno. Otras fuentes sugieren que su nombre es apócope de la palabra tarahumara 'Güerocarichí'.

## Geografía
Está situado en la Sierra Tarahumara, parte de la Sierra Madre Occidental. Colinda al norte con Guerrero y Cusihuiriachi, al este con San Francisco de Borja, al sur con Nonoava y Guachochi y al oeste con Bocoyna. Tiene una superficie de 2,589.47 kilómetros cuadrados, los cuales representan el 1.13% de la superficie total del estado.

## Clima
Dado que se encuentra en la Sierra Madre Occidental se cuenta con un clima semiseco, con lluvias en verano gracias al monzón mexicano y frecuentes nevadas en invierno. El clima del municipio puede tomarse como algo extremoso ya que en verano la temperatura puede ascender hasta los 38 °C y en invierno se presentan heladas desde finales de septiembre hasta abril. 
Cada cierto tiempo suelen presentarse heladas atípicas por frentes árticos la última vez que ocurrió este hecho fue en febrero de 2011, cuando los termómetros descendieron hasta -15 °C con una sensación térmica de hasta -20 °C.

## Demografía

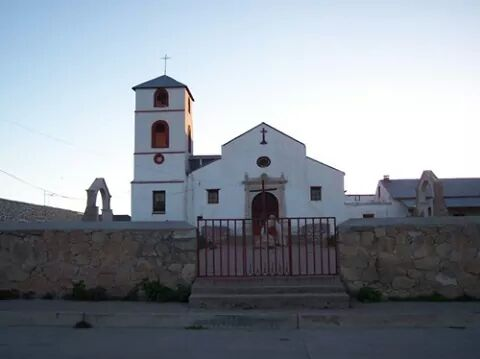
Iglesia de Carichí

La población del municipio de Carichí es de 8,311 habitantes, el 45% de estos hablan una lengua indígena.

### Localidades
En el censo de 2020 el municipio de Carichí contaba con 231 localidades.
| Código INEGI      | Localidad         | Población (2020) |
| ----------------- | ----------------- | ---------------- |
| 080120001         | Carichí           | 1 830            |
| Otras localidades | Otras localidades | 6 283            |
| Total municipal   | Total municipal   | 8 113            |

## Política

### Representación legislativa
Para la elección de los Diputados locales y federales, el municipio pertenece a los siguientes distritos:
- Local: Distrito electoral local 22 de Chihuahua con cabecera en Guachochi.

- Federal: Distrito electoral federal 9 de Chihuahua con cabecera en Hidalgo del Parral.

### Subdivisión administrativa
El municipio se divide en una sección municipal: Ciénega de Ojos Azules

### Presidentes municipales
| Presidente Municipal                | Periodo   | Partido |
| ----------------------------------- | --------- | ------- |
| Manuel David Aranda Miranda         | 1989-1992 |         |
| Héctor Guzmán Guzmán                | 1992-1995 |         |
| Ramiro Pérez Torres                 | 1995-1998 |         |
| Baldimiro Vázquez Bernal            | 1998-2001 |         |
| Jesús Manuel Paredes Terán          | 2001-2004 |         |
| Santiago Martínez Gutiérrez         | 2004-2007 |         |
| Baldimiro Vázquez Bernal            | 2007-2010 |         |
| Ignacio Leonel Varela Ortega        | 2010-2013 |         |
| Cipriano Enríquez Chávez            | 2013-2016 |         |
| Rosa Hilda Villarreal Miranda       | 2016-2018 |         |
| Santos Cordero Rodelas              | 2018-2021 |         |
| Iván Alejandro Gutiérrez Villarreal | 2021-2024 |         |